# Peerapat Kaminthong
Peerapat Kaminthong (thailändisch พีรพัฒน์ ขมิ้นทอง, * 22. März 2000), auch als Oat bekannt, ist ein thailändischer Fußballspieler.

## Karriere
Peerapat Kaminthong erlernte das Fußballspielen in der Jugendmannschaft von Buriram United. Hier unterschrieb er 2018 auch seinen ersten Profivertrag. Der Verein aus Buriram, einer Stadt in der Provinz Buriram, spielte in der ersten Liga, der Thai League. Von Juni 2018 bis Dezember 2018 wurde er an den Ligakonkurrenten Air Force Central ausgeliehen. Für den Klub aus der thailändischen Hauptstadt Bangkok absolvierte er vier Erstligaspiele. Anschließend wurde er die komplette Saison 2019 an den Zweitligisten Kasetsart FC ausgeliehen. Der ebenfalls in Bangkok beheimatete Verein spielte in der zweiten Liga, der Thai League 2. Anfang 2020 unterschrieb er einen Vertrag beim Erstligisten Bangkok United. Nachdem er in Bangkok nicht zum Einsatz gekommen war, wechselte er Mitte 2020 zum Ligakonkurrenten PT Prachuap FC nach Prachuap. Direkt nach Vertragsunterschrift wurde er an den Drittligisten Krabi FC ausgeliehen. Mit Krabi spielte er in der Southern Region der Liga. Im Juni 2022 unterschrieb er einen Vertrag beim Erstligisten Police Tero FC. Am Ende der Saison 2023/24 belegte er mit Police Tero den 15. Tabellenplatz und musste somit in die zweite Liga absteigen. Nach dem Abstieg verließ er den Verein und schloss sich im Juli 2024 dem Erstligaaufsteiger Rayong FC an.